# Bemahatazana (Tsiroanomandidy)
Pour les articles homonymes, voir Bemahatazana.
Bemahatazana est une commune urbaine malgache située dans la partie sud de la région de Bongolava.